# Stefan VII
Stefan VII lub Stefan VIII (łac. Stephanus VII, ur. w Rzymie, zm. w lutym 931) – papież w okresie od grudnia 928 do lutego 931.

## Życiorys
Stefan pochodził z Rzymu i był kardynałem-prezbiterem od św. Anastazji. Na tron papieski wyniosła go Marozja, od której był całkowicie zależny. Na temat jego pontyfikatu wiadomo jedynie, że wydał przywilej protekcyjny na rzecz opactwa Sant Antimo w diecezji Chiusi. Wydane rzekomo przez niego przywileje dla klasztorów Brogne we Francji i San Vincenzo al Volturno w Kapui okazały się falsyfikatami.
Został wtrącony do więzienia i tam uduszony w lutym 931.